# Braunsmühle
Die BraunsMühle ist eine 1756 errichtete und in den Jahren 2001 bis 2005 vollständig restaurierte Windmühle holländischer Bauart in der Stadt Kaarst im Ortsteil Büttgen.
Am heutigen Standort der BraunsMühle gab es bereits zuvor mehrere Mühlen aus Holz, die jedoch stets durch Brände vernichtet wurden. Anders als diese Mühlen ist die BraunsMühle aus Stein gebaut, beim Bau wurden 161.608 Feldbrandsteine, 9.000 Pfund Eisen und 680 Fuß Eichenholz verbaut. Die Mühle verfügte über ca. 80 m2 Segelfläche.
Die Mühle wird von einem gemeinnützigen Förderverein unterhalten, der in den Sommermonaten an Sonntagnachmittagen Besichtigungen der Mühle ermöglicht. Darüber hinaus werden der Deutsche Mühlentag (stets am Pfingstmontag) sowie der Tag des offenen Denkmals (stets am zweiten Sonntag im September) feierlich begangen.